# Open House (2018)
Open House (Originaltitel: The Open House) ist ein US-amerikanischer Horrorfilm von Matt Angel und Suzanne Coote aus dem Jahr 2018. Dabei verkörpern die Schauspieler Dylan Minnette, Piercey Dalton, Sharif Atkins, Patricia Bethune und Aaron Abrams die Hauptrollen. Der Film wurde im Januar 2018 auf Netflix veröffentlicht.

## Handlung
Brian Wallace, der Vater einer dreiköpfigen Familie, kommt ums Leben, nachdem er von einem Auto angefahren wurde, während sein Teenager Sohn Logan Zeuge der Tat wird. Brian hinterlässt seine arbeitslose Ehefrau Naomi und ihren gemeinsamen Sohn Logan in schwierigen finanziellen Verhältnissen, weswegen Naomi das Angebot ihrer Schwester in Anspruch nimmt vorübergehend in ihr abgelegenes, luxuriöses Ferienhaus zu ziehen, welches zum Verkauf steht. Kurz nach ihrer Ankunft in dem Anwesen begegnen Naomi und Logan der älteren Nachbarin Martha, welche sich merkwürdig verhält, und Chris, einem freundlichen Mitarbeiter eines lokalen Lebensmittelgeschäfts.
Da das Haus zum Verkauf steht, finden jeden Sonntag Hausbesichtigungen von morgens bis nachmittags um 17 Uhr statt, weswegen Naomi und Logan während dieser Zeit das Haus verlassen müssen. Das Haus wird im Nachhinein nicht nach weiteren Gästen durchsucht. Kurz darauf finden mehrere eigenartige Geschehnisse im Haus statt. Verschiedene Gegenstände von Naomi und Logan verschwinden oder finden sich anderorts wieder, das Telefon klingelt mehrmals ohne das jemand antwortet, der Warmwasserboiler schaltet sich mehrmals ab und im ganzen Haus werden seltsame Geräusche vernommen. Eines Nachts sieht Logan ein sich im Leerlauf aufheulendes Auto in der Zufahrt des Anwesens. Als er das Haus verlässt, um nach dem Rechten zu sehen, findet er seine Nachbarin Martha, welche sich völlig verwirrt verhält und darauf wieder verschwindet. Martha erzählt später, dass ihr Ehemann noch lebte, obwohl sie zuvor erwähnte, dass dieser bereits verstorben sei.
Naomi bestellt einen Installateur ins Haus, um den fehlerhaften Wasserboiler reparieren zu lassen. Der Installateur bestätigt, dass Marthas Ehemann tatsächlich verstorben sei und dass Martha an Alzheimer leide, weswegen sie sich so konfus verhält. Naomi ist am Boden zerstört als sie ein zerknittertes Familienfoto im Hausmüll und der Installateur das zuvor verschwundene Handy von Logan neben dem Wasserboiler findet, weswegen Naomi annimmt, dass Logan ein böses Spiel mit ihr spiele. Darauf konfrontiert Naomi ihren Sohn Logan, der die Anschuldigungen zurückweist. In dieser Nacht stellt sich heraus, dass sich ein Fremder (Evil Boots) im Haus herumtreibt. Am darauffolgenden Tag erfahren Naomi und Logan, dass in das Haus eingebrochen wurde. Als sie ankommen um nach dem Rechten zu sehen finden sie einen gedeckten Esszimmertisch vor, welcher an ein Candlelightdinner erinnert, aber die Polizei konnte, nachdem sie das Haus durchsuchten, nichts weiteres feststellen. Da Naomi und Logan finanziell nicht in der Lage sind sich ein Hotelzimmer zu leisten, müssen beide zwangsweise im Haus verbleiben.
Darauf nimmt Logan Kontakt mit Chris auf, welcher sich damit einverstanden erklärt über Nacht auf der Wohnzimmercouch zu schlafen. Über Nacht verschwindet Chris, worauf Logan ihn mit aufgeschlitzter Kehle in dem Wagen von Naomi findet. Evil Boots schlägt Logan bewusstlos zu Boden und gießt Wasser über ihn bei winterlichen Temperaturen, um kurz darauf Naomi aufzusuchen. Naomi ist geschockt als sie Bilder von sich und Logan auf ihrem Nachttisch findet, auf welchen die beiden schlafend zu sehen sind. Evil Boots greift sie darauf an, fesselt und foltert sie. Logan wacht völlig unterkühlt auf nur um festzustellen, dass von allen Handys im Haus die SIM-Karten entfernt wurden und er somit nicht den Notruf wählen kann. Darauf eilt er um seiner Mutter zu helfen aber verwechselt sie mit Evil Boots und ersticht sie dabei. Evil Boots überwältigt Logan mit Leichtigkeit und entfernt ihm seine Kontaktlinsen, um Logan das Sehen zu erschweren.
Logan gelingt es in den Wald zu flüchten, wo er sich versteckt. Er überlebt die eisigen Temperaturen bis zum nächsten Morgen. Unter starker Unterkühlung leidend, kämpft er sich bis zu einem nahegelegenen Bach vor, um zu trinken. Dabei taucht Evil Boots auf und tötet Logan durch Erwürgen, während dieser um Hilfe schreit. Darauffolgend fährt Evil Boots zur nächsten Hausbesichtigung.